# Magnolia baillonii
Espèce
Statut de conservation UICN

 LC  : Préoccupation mineure
Magnolia baillonii est une espèce de plantes à fleurs de la famille des Magnoliaceae. C'est un arbre vivant en Asie du Sud-Est.

## Description
Cet arbre peut mesurer jusqu'à 35 m de haut. Il se développe vite et peut s'adapter à des milieux et à des sols très différents. Il fleurit de juin à octobre : les fleurs sont blanches et parfumées ; et il produit des fruits de mai à juillet.

## Répartition et habitat
Cette espèce est présente en Inde (état d'Assam), en Chine (province du Yunnan), en Birmanie, en Thaïlande, au Cambodge et au Vietnam.

## Protection
Cette espèce est présente dans plusieurs aires protégées : le Doi Luang National Park (en), le Parc national de Khao Yai, le Thong Pha Phum National Park (en) et le Parc national de Kaeng Krachan (Thaïlande)

## Liste des variétés
Selon World Checklist of Selected Plant Families (WCSP) (30 décembre 2013) :
- Magnolia baillonii Pierre (1880)

Selon Tropicos (30 décembre 2013) (Attention liste brute contenant possiblement des synonymes) :
- variété Magnolia baillonii var. bailingia Sima & H.Jiang